# Barbus condei
Barbus condei е вид лъчеперка от семейство Шаранови (Cyprinidae).

## Разпространение
Видът е разпространен в Габон.

## Описание
На дължина достигат до 2,8 cm.